# 加利福尼亞州立大學
加利福尼亞州立大學（California State University），简称加州州大或加州立大（CSU或Cal State），是美國加州的一个公立大學系统。它是组成加州公立高等教育体系的三个大学系统之一。另两部分分别是加利福尼亞大學系統和加利福尼亚社区大学系统。相对其他两个系统，加州州大屬性上屬教學型大學。
加州州大共有23個校區，學生總數超過41萬人，教職員總數超過4萬4千人。加州州大是全美最大的高等教育系統（不含社區大學）。加州60％的教師人力及40％的工程人才，及加州每年一半的大學畢業生及三分之一的碩士畢業生，出自加州州大系统。
自1961年以來，有超過2百萬的校友，從加州州大系统獲得學士、碩士及博士學位。目前加州州大系统共提供在約240種專業領域中，超過1,800種學位課程。

## 加利福尼亞州立大學校區

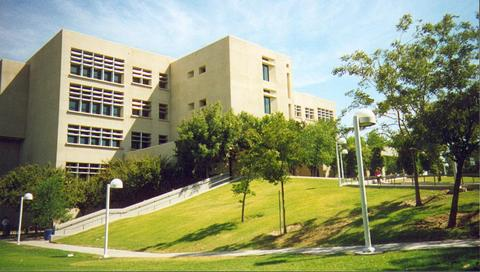
贝克斯菲尔德分校（1965）
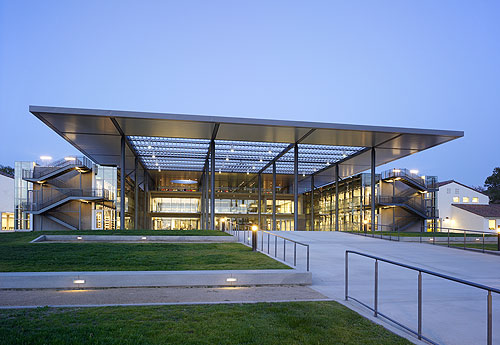
海峡群岛分校（2002）
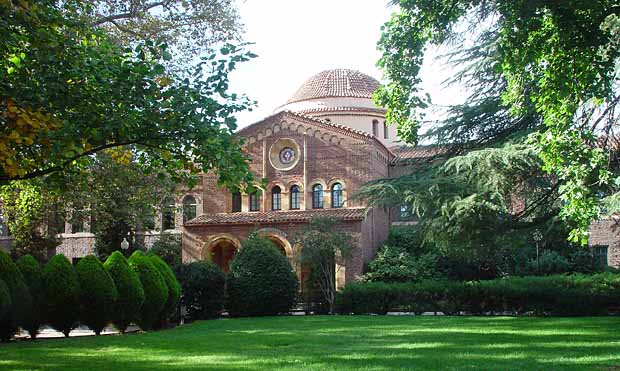
奇科分校（1887）
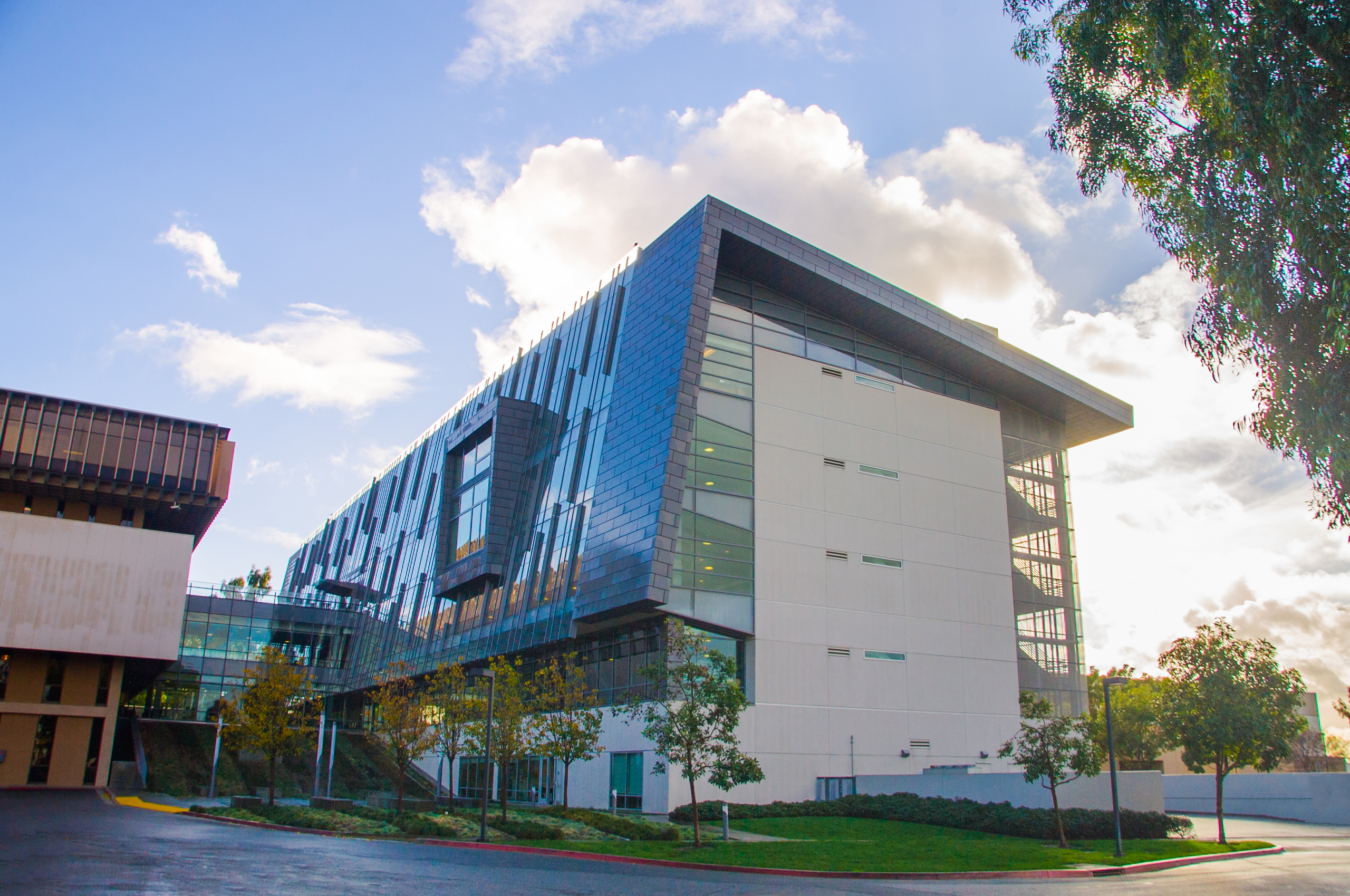
多明格斯山分校（1960）
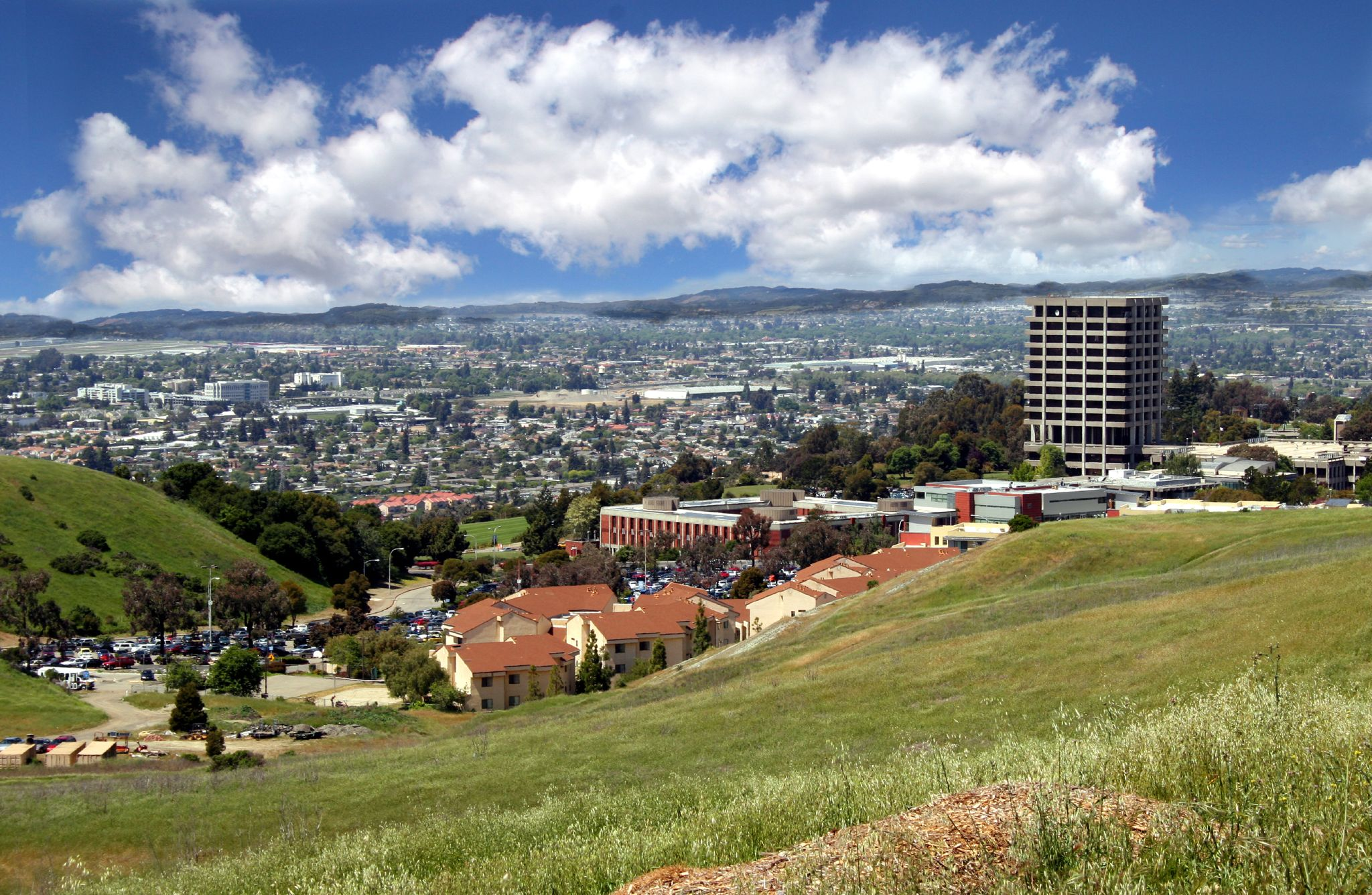
东湾分校（1957）
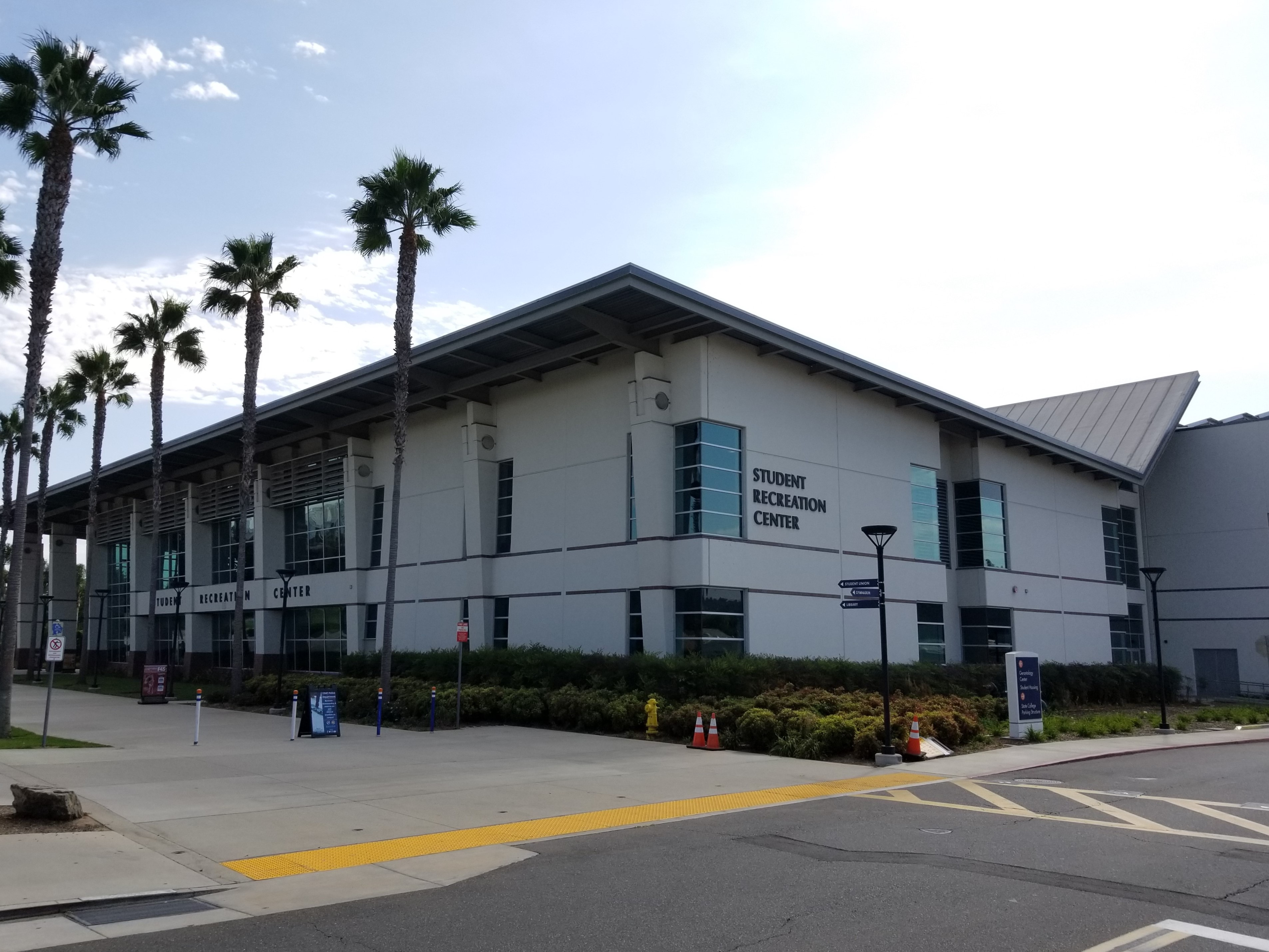
富勒顿分校（1957）
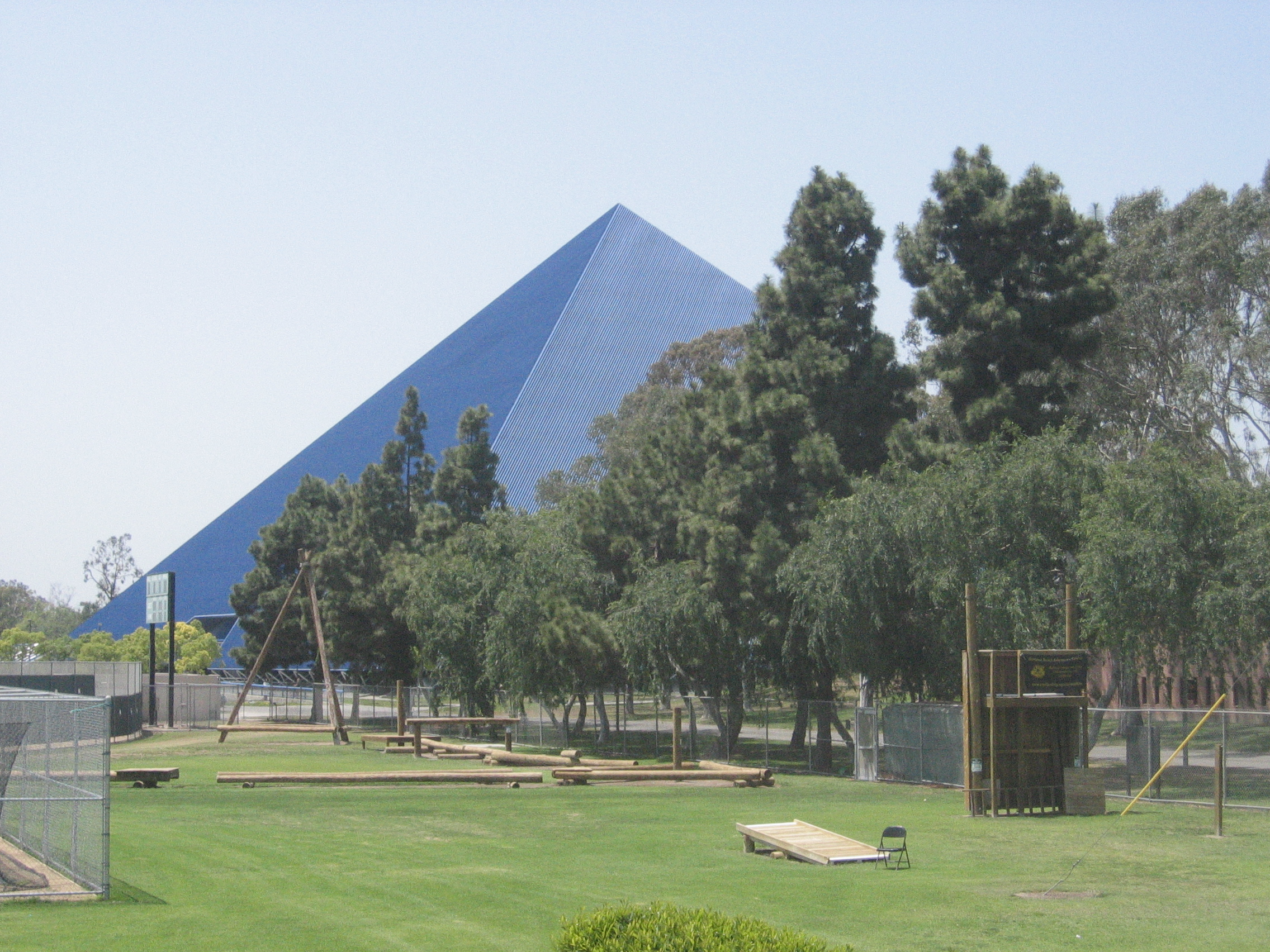
（1949）
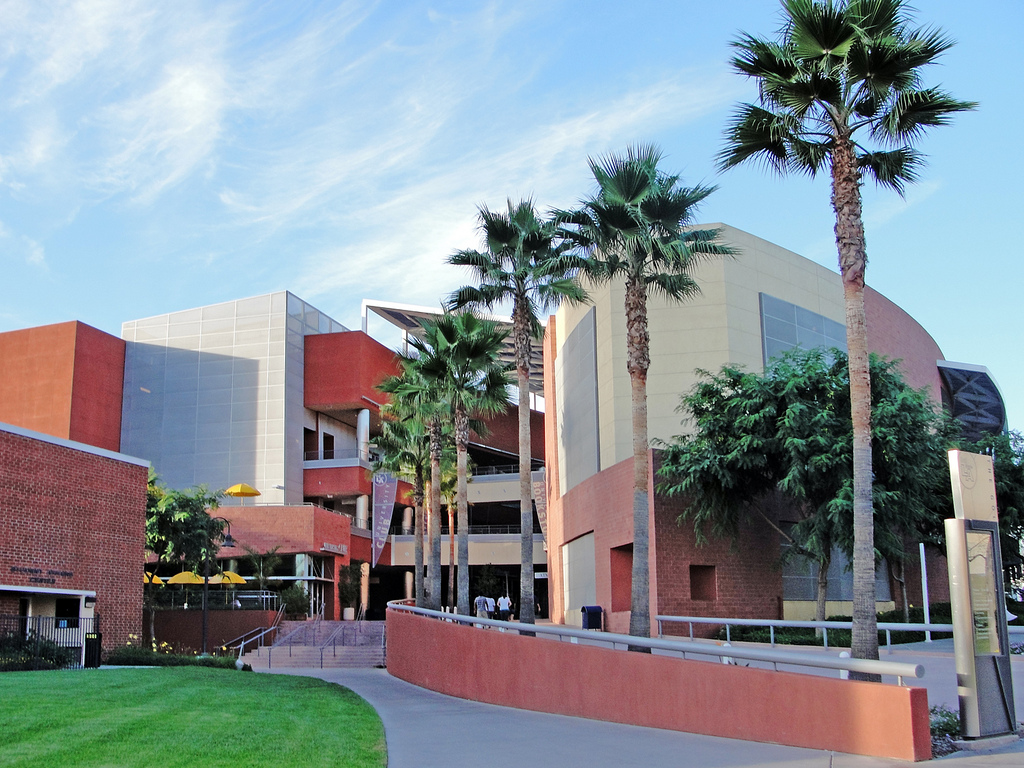
洛杉矶分校（1947）
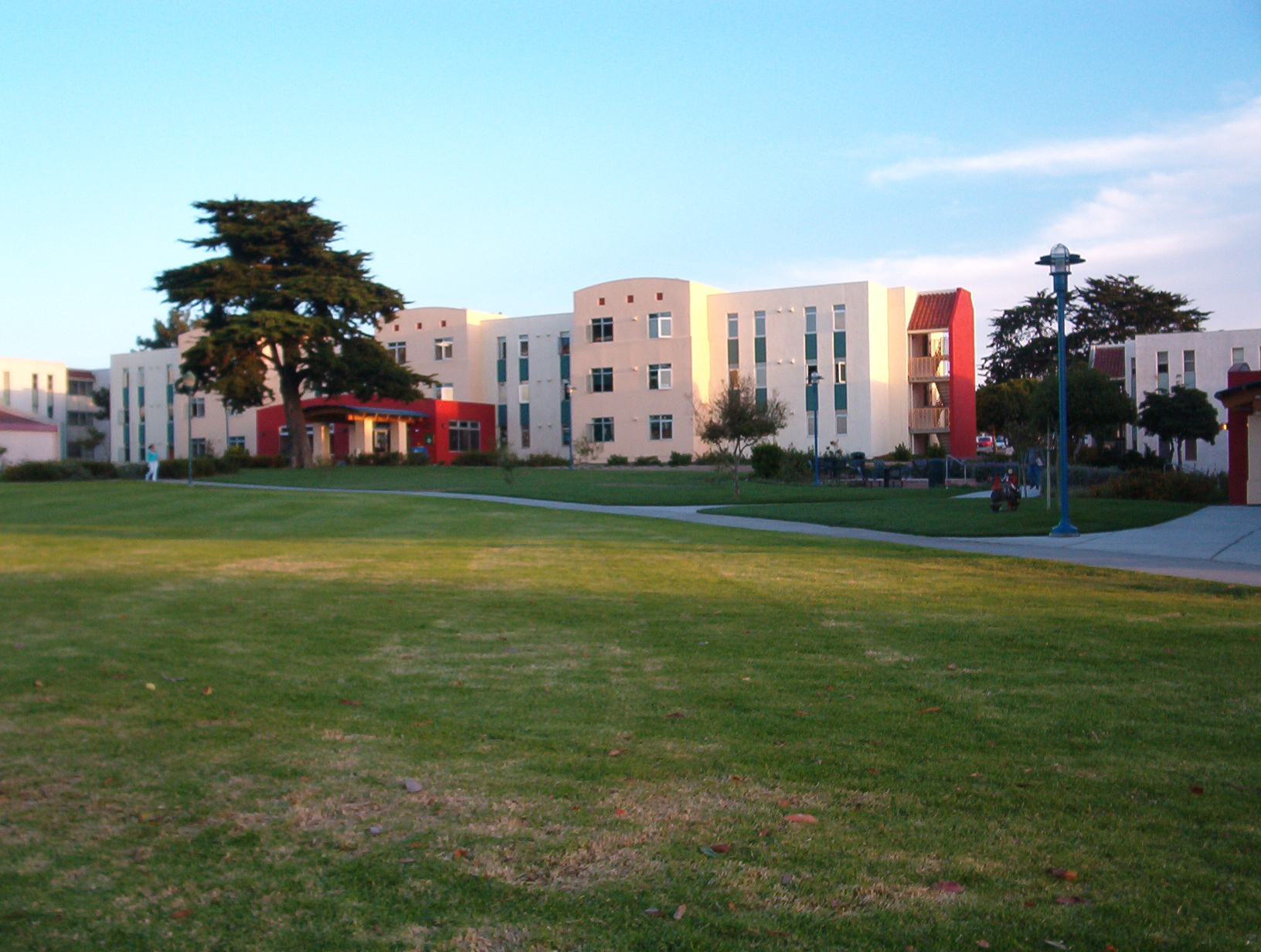
（1994）
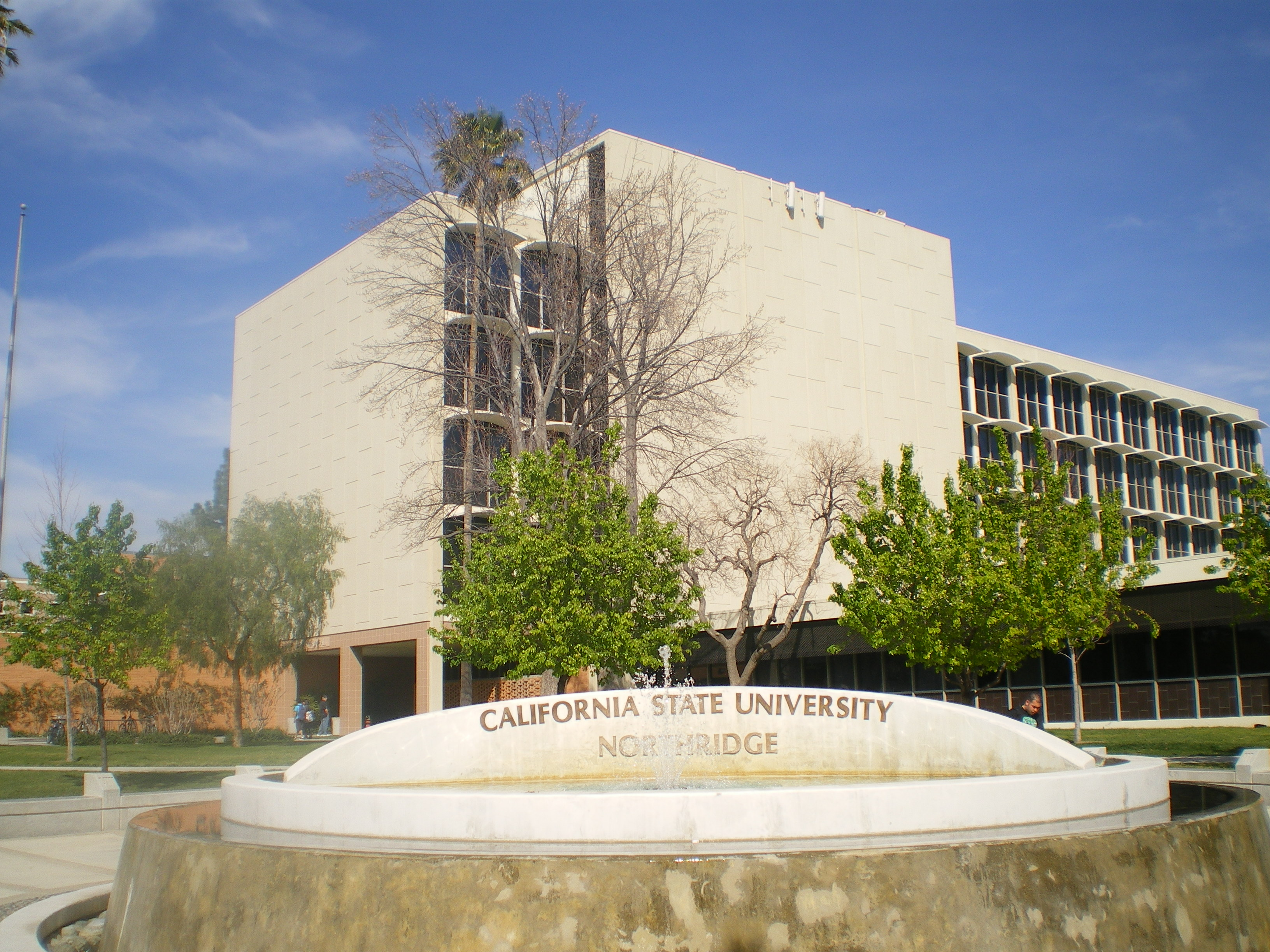
北岭分校（1958）
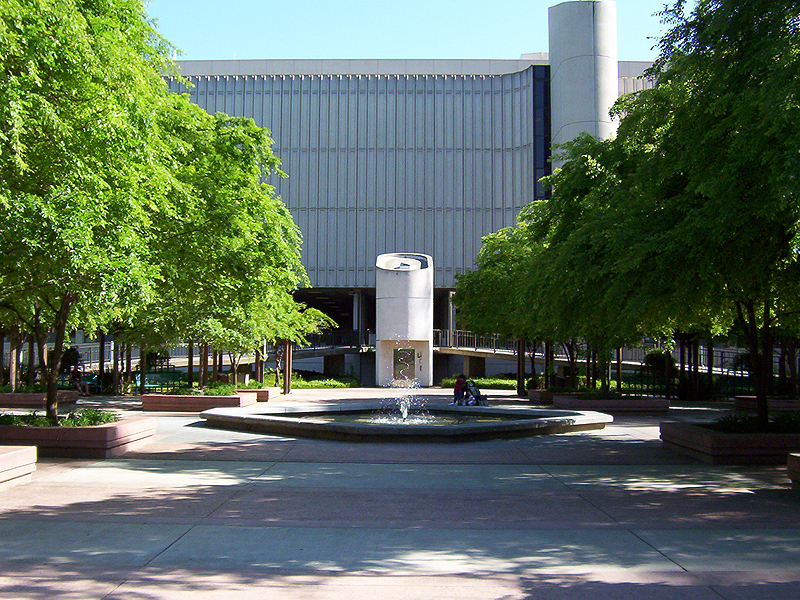
（1947）
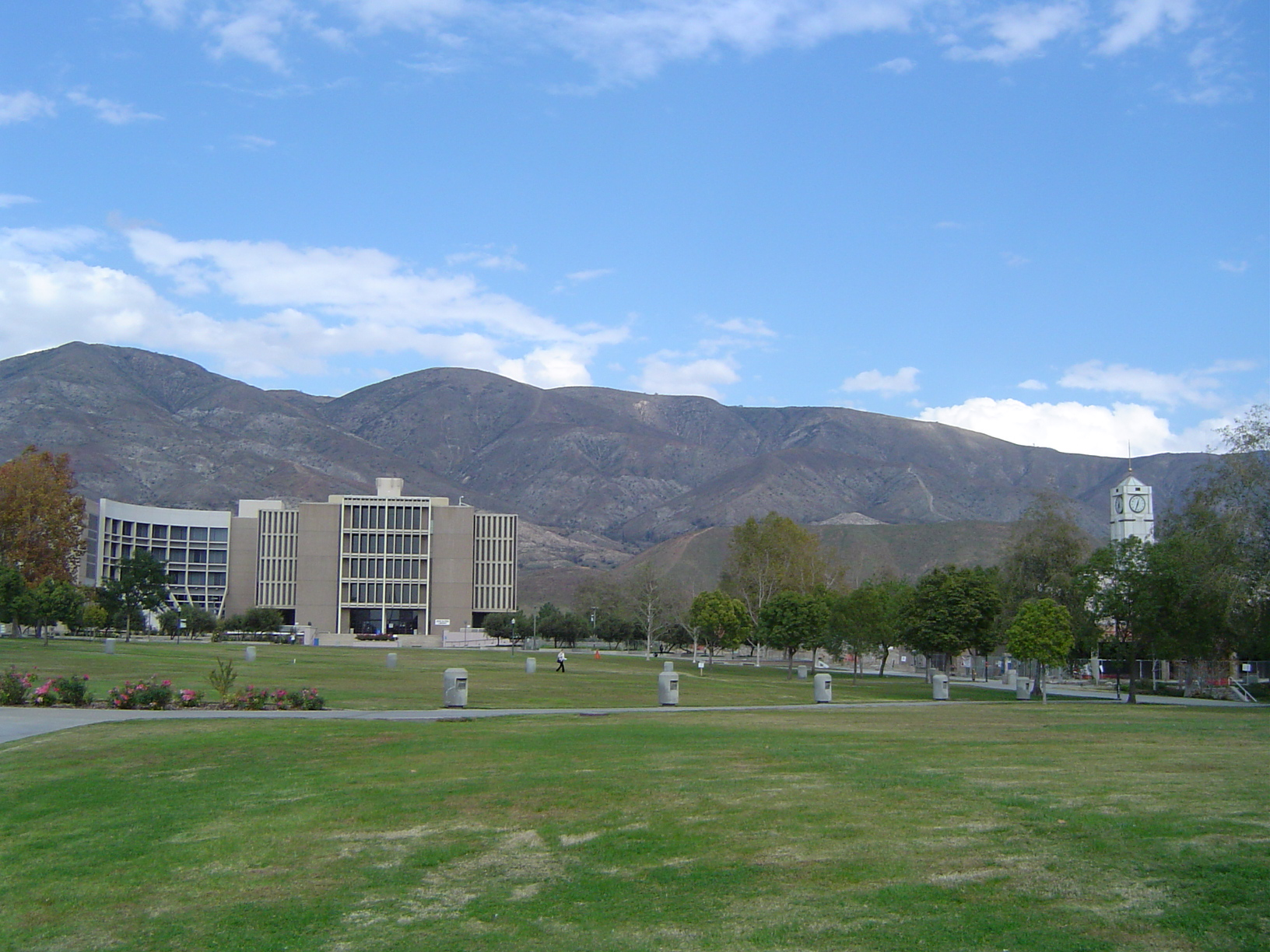
圣贝纳迪诺分校（1965）
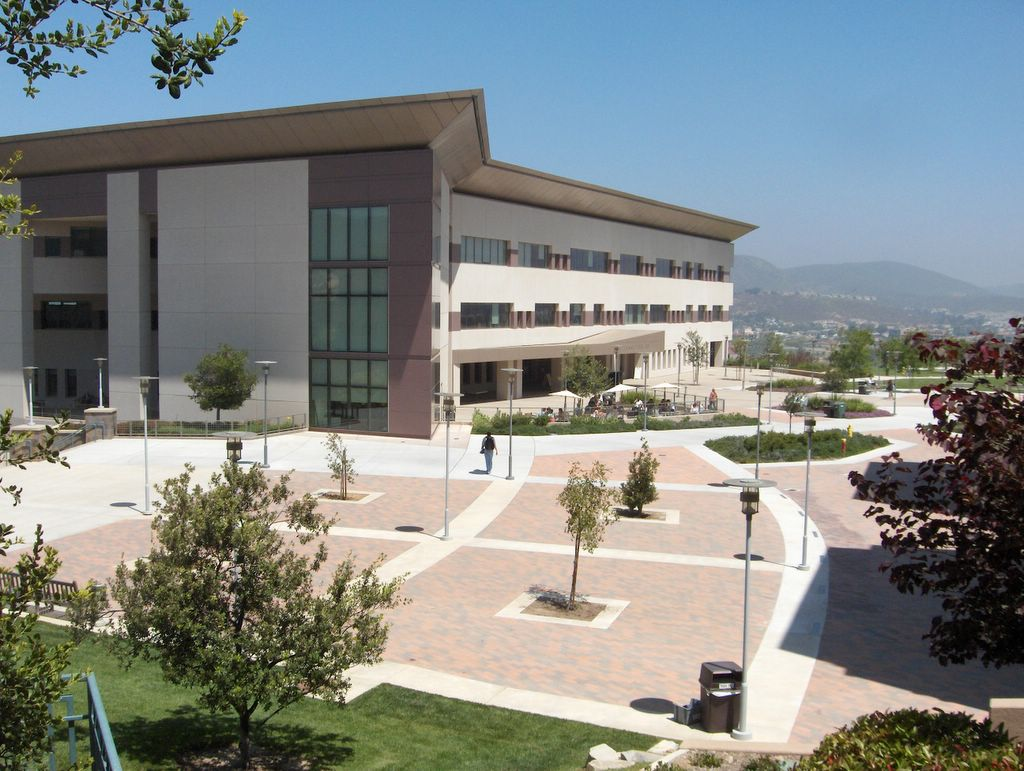
（1989）
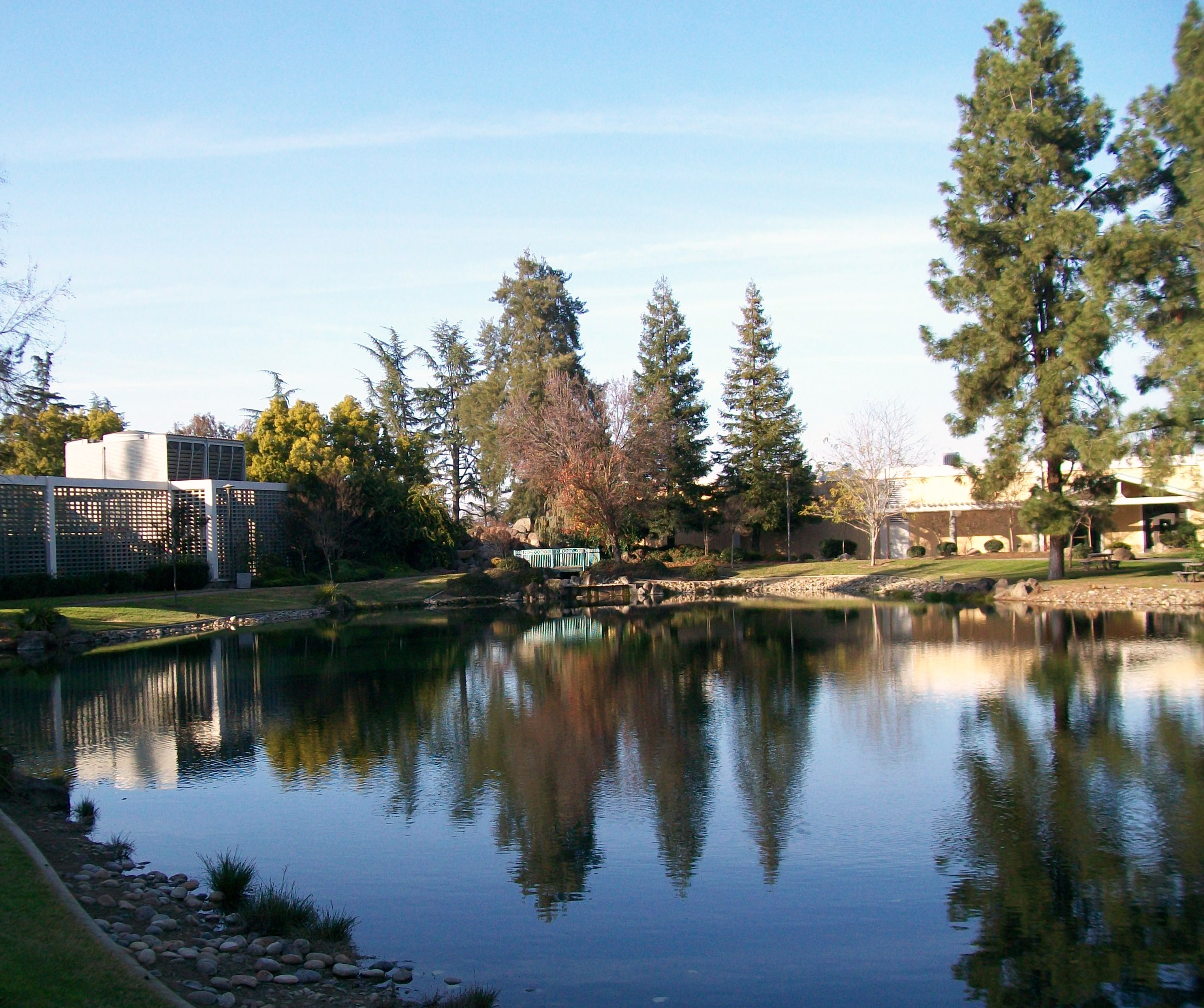
（1957）
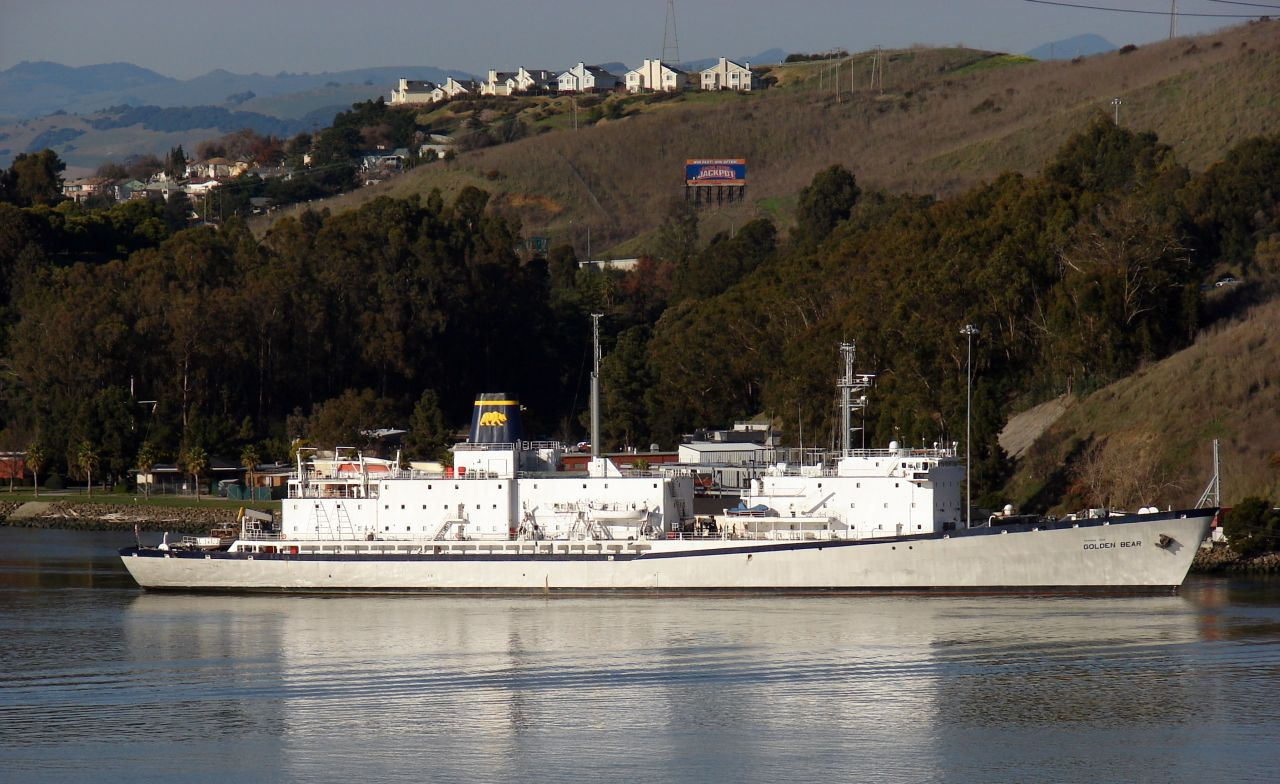
加州海事学院（1929）
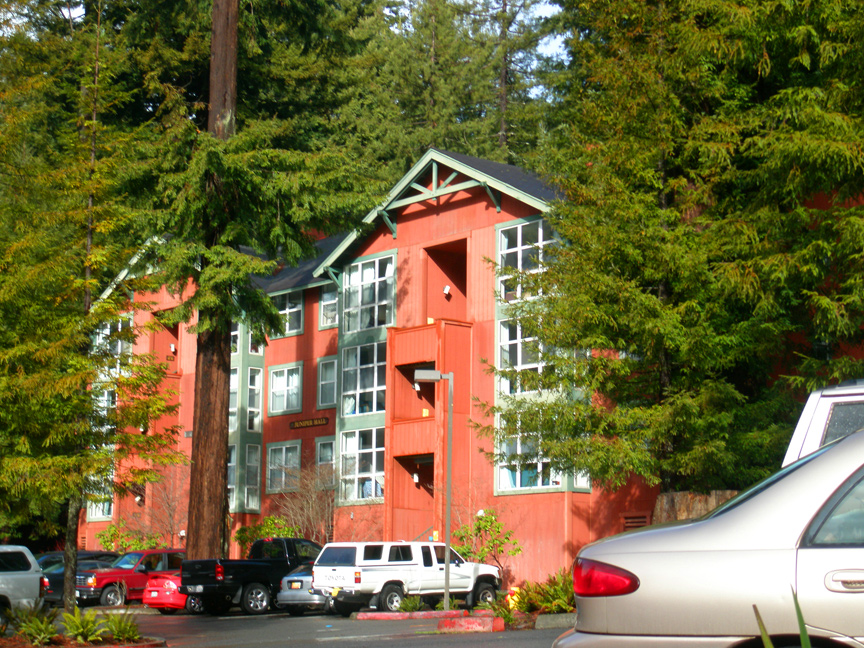
洪堡州大（1913）
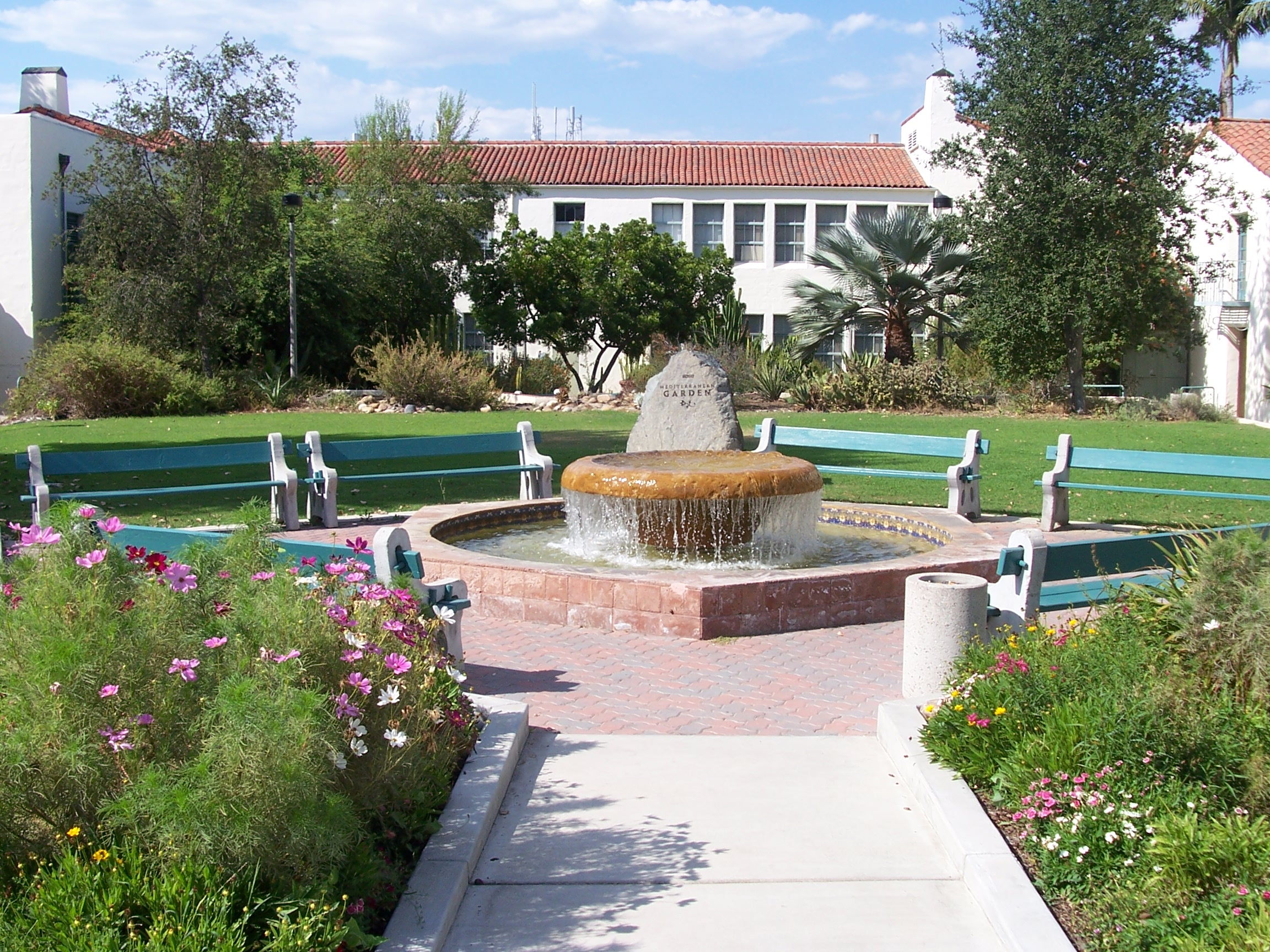
（1897）
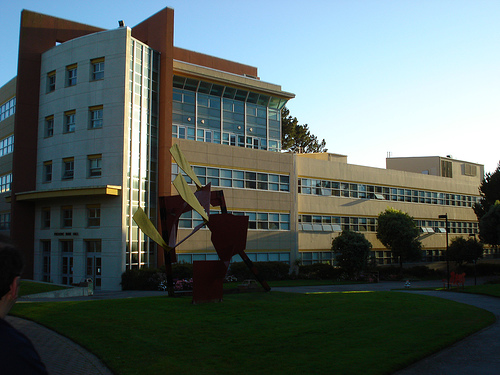
（1899）
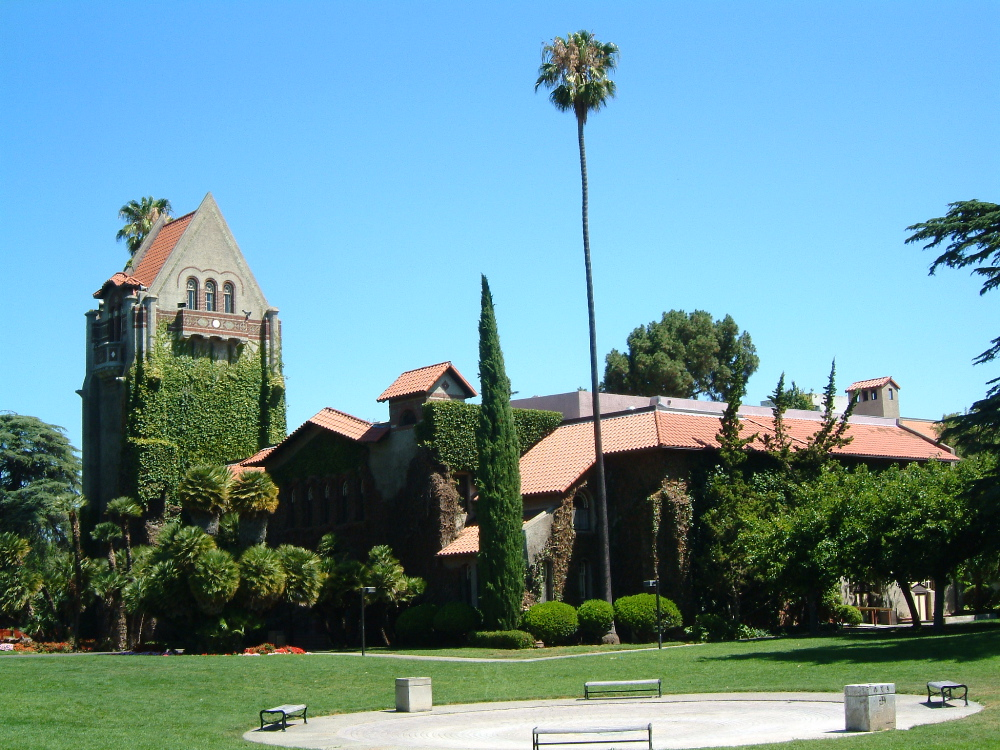
（1857）
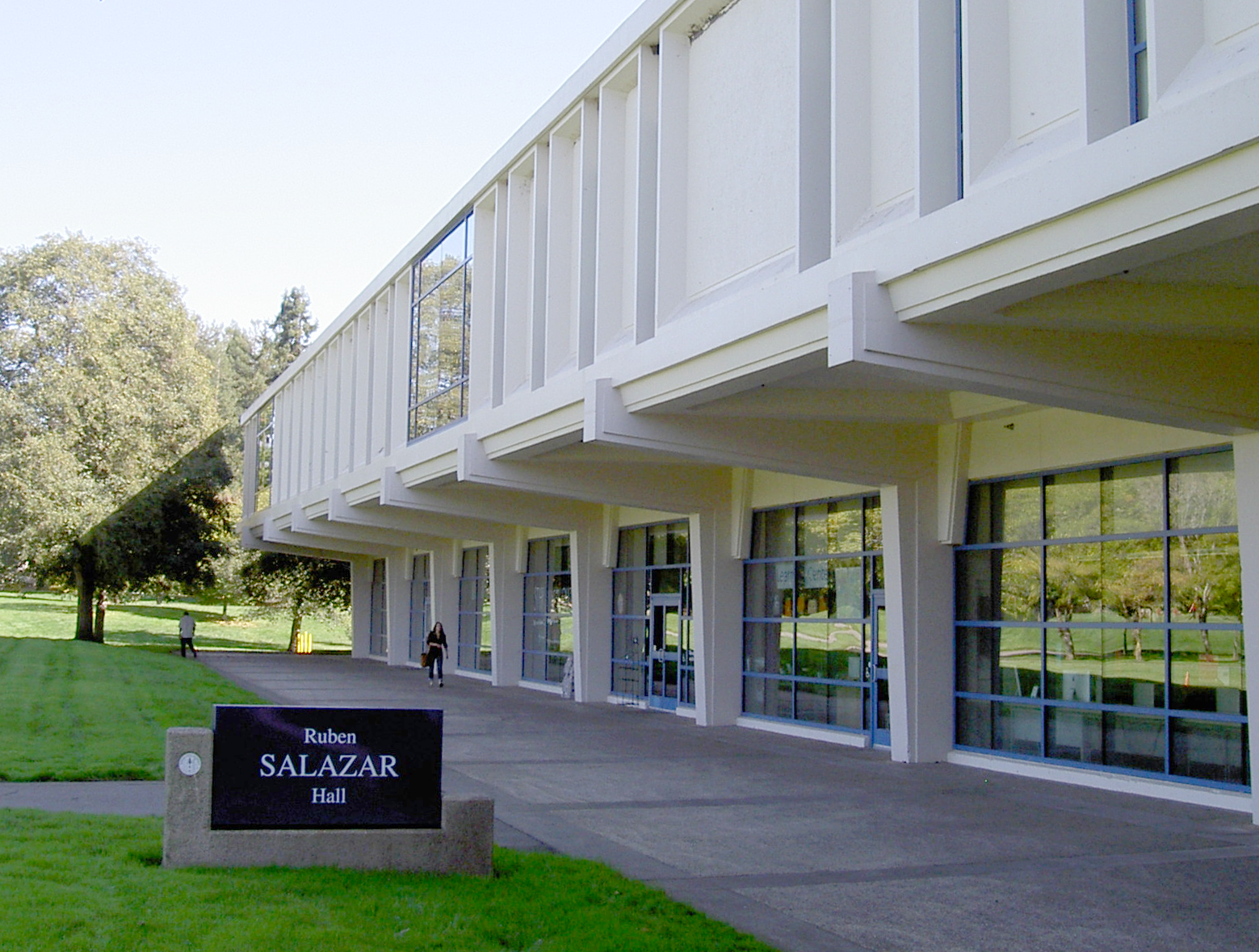
索诺马州大（1961）
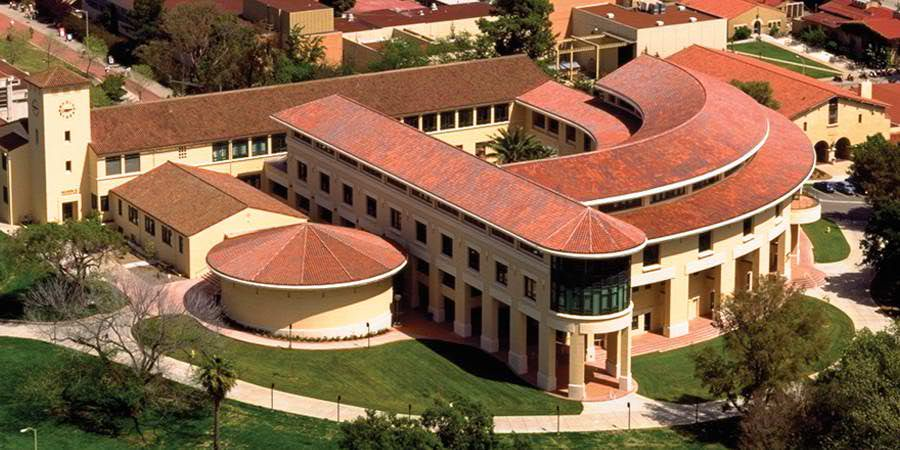
理工州立大学（1901）
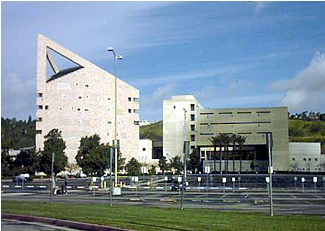
理工州大波莫纳分校（1938）

| 中文校名                           | 英文校名                                        | 位置（主学校区）       | 网址                       |
| ---------------------------------- | ----------------------------------------------- | ---------------------- | -------------------------- |
| 加利福尼亚州立大学贝克斯菲尔德分校 | California State University, Bakersfield        | 贝克斯菲尔德           | 首頁（页面存档备份，存于） |
| 加利福尼亚州立大学海峡群岛分校     | California State University, Channel Islands    | 卡马里奥（市外范围）   | 首頁（页面存档备份，存于） |
| 加利福尼亚州立大学奇科分校         | California State University, Chico              | 奇科                   | 首頁（页面存档备份，存于） |
| 加利福尼亚州立大学多明格斯山分校   | California State University, Dominguez Hills    | 卡森                   | 首頁                       |
| 加利福尼亚州立大学东湾分校         | California State University, East Bay           | 海沃德                 | 首頁（页面存档备份，存于） |
| 加利福尼亚州立大学弗雷斯诺分校     | California State University, Fresno             | 弗雷斯诺               | 首頁（页面存档备份，存于） |
| 加利福尼亚州立大学富勒顿分校       | California State University, Fullerton          | 富勒顿                 | 首頁（页面存档备份，存于） |
|                                    | California State University, Long Beach         |                        | 首頁（页面存档备份，存于） |
| 加利福尼亚州立大学洛杉矶分校       | California State University, Los Angeles        | 洛杉矶                 | 首頁                       |
|                                    | California State University, Monterey Bay       |                        | 首頁（页面存档备份，存于） |
| 加利福尼亚州立大学北岭分校         | California State University, Northridge         | 洛杉矶                 | 首頁（页面存档备份，存于） |
|                                    | California State University, Sacramento         |                        | 首頁（页面存档备份，存于） |
| 加利福尼亚州立大学圣贝纳迪诺分校   | California State University, San Bernardino     | 圣贝纳迪诺             | 首頁（页面存档备份，存于） |
|                                    | California State University, San Marcos         |                        | 首頁                       |
|                                    | California State University, Stanislaus         | 特洛克                 | 首頁（页面存档备份，存于） |
| 加利福尼亚州立大学海事学院         | California State University Maritime Academy    | 瓦列霍                 | 首頁（页面存档备份，存于） |
| 洪堡州立大学                       | Humboldt State University                       | 阿克塔                 | 首頁（页面存档备份，存于） |
|                                    | San Diego State University                      |                        | 首頁（页面存档备份，存于） |
|                                    | San Francisco State University                  |                        | 首頁                       |
|                                    | San José State University                       |                        | 首頁（页面存档备份，存于） |
| 索诺马州立大学                     | Sonoma State University                         | 罗内特公园（市外范围） | 首頁（页面存档备份，存于） |
| 加利福尼亚理工州立大学             | California Polytechnic State University         | （市外范围）           | 首頁（页面存档备份，存于） |
| 加利福尼亚州立理工大学波莫纳分校   | California State Polytechnic University, Pomona | 波莫纳（市外范围）     | 首頁                       |

## 外部連結
- California State University（页面存档备份，存于） - 官方網站